# Julian Jaynes
Julian Jaynes (27 februari 1920 - 21 november 1997) was een Amerikaans psycholoog die vooral bekend werd door zijn bewustzijnstheorie van de "bicameral mind" (tweekamerige geest) uit 1976. 
Jaynes werd geboren in Massachusetts. Hij studeerde aan de Harvard-universiteit en aan de Yale-universiteit. Vervolgens doceerde hij tussen 1966 en 1990 psychologie aan de Princeton-universiteit.

## Werk
Jaynes is vooral bekend door zijn bewustzijnstheorie van de "bicameral mind" (tweekamerige geest) uit 1976. Deze theorie stelt dat de prehistorische mens geen bewustzijn had zoals we hem tegenwoordig kennen, en dat het menselijke denken zich over een periode van ongeveer drieduizend jaar ontwikkelde.
De theorie van de tweekamerige geest was controversieel. Zijn in 1976 verschenen The Origin of Consciousness kreeg veel kritiek, onder meer werd Jaynes verweten dat hij het werk niet vooraf aan een collegiale toetsing had onderworpen. Toch werd het boek een succesvol populair-wetenschappelijk werk, dat in 1978 werd genomineerd voor de National Book Award. In het jaar 2000 verscheen bij Houghton Miflin een herziene editie van dit boek waarvoor Jaynes een lang nawoord schreef. Hierin ging hij in op de belangrijkste punten van kritiek die door filosofen, psychologen,historici en neurologen tegen zijn boek waren ingebracht, en verduidelijkte hij een paar kernbegrippen uit zijn theorie.
De discussies rond dit boek overschaduwen de andere publicaties van Julian Jaynes. Hij hield zich onder meer bezig met verdienstelijk onderzoek op het gebied van de ethologie.

### Bicamerale geest
Julian Jaynes was een van de eersten die een bewustzijnstheorie als puur wetenschappelijk propageerde. In zijn boek The Origin of Consciousness in the Breakdown of the Bicameral Mind uit 1976 beschrijft hij zijn "bicameral mind", ofwel bicamerale of tweekamerige geest, theorie.
Jaynes' opvatting is dat de twee hersenhelften, tot circa 3000 jaar geleden, vrijwel onafhankelijk van elkaar hebben gewerkt. In die tijd zouden mensen onbewust zijn geweest en hebben geleden onder het fenomeen 'stemmen horen' en andere soorten hallucinaties en zelfs onder vormen van dissociatie zoals die van de meervoudige persoonlijkheid. De doorbraak van 'bicamerale geest' tot bewustzijn zou ongeveer 2700 jaar geleden, ten gevolge van de opkomst van geschreven en gelezen teksten en de spraakevolutie van de oude Grieken, hebben plaatsgevonden. In die tijd, zesde eeuw voor onze jaartelling, werden door de Grieken de democratie en natuurfilosofie ontwikkeld, dat hij ziet als een bewijs voor zijn theorie.
Jaynes gaat ervan uit dat bewustzijn een metafoor is, een samenhang tussen twee of meer verschillende ervaringen die door overeenkomsten worden verenigd. We projecteren combinaties van associaties als beelden in ons hoofd en bewustzijn is als een kaart ten opzichte van een territorium. Hij beschouwt het bewustzijn als een samenwerking tussen de twee hersenhelften met vijf eigenschappen, te weten: verruiming, als we de tijd- en ruimtedimensies uitbreiden; selectie, met kaarten die enkel gedeelten van het territorium beschrijven; het overeenkomstige ik en mij, een in vier dimensies geprojecteerde voorstelling van onszelf in de toekomst; verwoording, waarbij gebeurtenissen worden uitgekozen op gelijkvormigheid en vervolgens geuit en assimilatie, waarbij ervaringen op een bewuste manier aan elkaar worden samengevoegd.
Wanneer we dus, aldus Jaynes, deze definitie volgen, zouden we moeten inzien dat geen van de personages in bijvoorbeeld de Ilias een bewustzijn had. Woorden worden erin niet figuurlijk maar in hun letterlijke oorspronkelijke betekenis gebruikt. Psyche betekent adem, niet ziel, geest of bewustzijn; thumus betekent beweging/trilling, niet emotie; nous betekent waarneming, niet voorstellingsvermogen enz.. Jaynes neemt aan dat de wereld van de Ilias van voor 3500 jaar geleden gedomineerd werd door een tweedelige 'bicamerale geest', waarvan de rechterhelft uitvoerend is en god heette en een linkerhelft die volgzaam was en mens werd genoemd. Het waren de goden die de mensen direct of indirect (via priesters etc.) bevelen tot handelen gaven. 
De 'bicamerale mens', aldus Jaynes, ontstond zo'n 11000 jaar geleden ten noorden van de zee van Galilea waar toentertijd een theocratisch georganiseerde nederzetting was gevestigd. Deze samenlevingsvorm verspreidde zich gestaag.
De bicamerale beschavingen ondergingen zo'n 3500 jaar geleden geweldige culturele (uitvinding en verspreiding van het schrift) en vulkanische uitbarstingen die vele koninkrijken uiteen deed vallen. In deze chaos kon alleen het bewustzijn zich handhaven. Deze verandering wordt, volgens Jaynes, verhaald in de Odyssee die een eeuw later dan de Ilias werd geschreven. Hierin vinden we bewuste personen en psyche, nous en thumus als metaforen van bewustzijn. Tot zover Jaynes.